# Slagelse B&I
Slagelse Boldklub & Idrætsforening, allgemein bekannt als Slagelse B&I, ist ein Fußballverein aus Slagelse, Dänemark. Das Team trägt seine Heimspiele in der Harboe Arena Slagelse aus, die über eine Kapazität von 10.000 Plätzen, davon 3.300 Sitzplätze, verfügt. Zwischen 2008 und 2015 firmierte die erste Mannschaft des Vereins unter dem Namen FC Vestsjælland.

## Geschichte
Der ursprüngliche Verein, Slagelse Boldklub, wurde am 23. Mai 1887 als Cricketverein gegründet. In der ersten Zeit nach der Gründung gab es auch Abteilungen für Schießen und Turnen, während der Fußball in den ersten Jahren als Sommersport eine Nebenbeschäftigung blieb. Am 27. August 1919 fusionierte der Boldklub mit der am 29. Januar 1907 gegründeten Slagelse Idræts-Forening unter dem neuen gemeinsamen Vereinsnamen „Slagelse Boldklub & Idrætsforening“. Die Mitglieder entschieden sich dafür, das Gründungsdatum des Slagelse Boldklub anstelle des Datums der Fusion beider Klubs zu übernehmen.
Während der deutschen Besetzung Dänemarks im Zweiten Weltkrieg wurde die dänische Meisterschaft in Form regionaler Turniere ausgetragen, an denen Slagelse B&I in den Spielzeiten 1941/42, 1942/43, 1943/44 und 1944/45 teilnahm. Bei Wiederaufnahme des regulären Spielbetriebs wurde Slagelse in die neu gegründete dritte Liga, die 3. Division, eingegliedert. Die erste Saison nach dem Krieg beendete Slagelse auf dem letzten Platz und musste in die damals viertklassige Sjællandsserien absteigen. 1974 schaffte der Verein den Aufstieg in die höchste dänische Fußballliga. Slagelse B&I stieg in der folgenden Saison ab, kehrte aber 1978 in die erste Liga zurück und belegte am Saisonende mit dem achten Platz die beste Platzierung in der 1. Division. 1979 stieg der Verein erneut ab. Im dänischen Pokal erreichte Slagelse im selben Jahr das Viertelfinale.
Die folgenden Jahrzehnte verbrachte der Klub in den unteren Ligen des dänischen Fußballs. Nach Jahren in der Dritt- und Viertklassigkeit wurde die erste Mannschaft zur Professionalisierung des Spielbetriebs aus dem Gesamtverein ausgegliedert und in den am 1. Juli 2008 gegründeten FC Vestsjælland übergeleitet. Die übrigen Seniorenmannschaften sowie die Jugendmannschaften verblieben weiterhin im Stammverein Slagelse B&I. Das neue Profiteam stieg am Ende der Saison 2012/13 in die dänische Superliga auf. Nach zwei Spielzeiten in der höchsten dänischen Liga folgten am Ende der Saison 2014/15 der Abstieg und im Dezember 2015 der Konkurs. Der Klub wurde daraufhin in die fünftklassige Sjællandsserien zurückgestuft, wo er wieder unter dem Namen „Slagelse B&I“ den Spielbetrieb fortsetzte.

## Bekannte Spieler
- Heino Hansen (1972–1974, 1978–1980)